# KSK Zele
KSK Zele was een Belgische voetbalclub uit Zele. De club sloot in 1927 aan bij de KBVB met stamnummer 1046.
In 1970 fuseerde de club met KFC Scela Zele en FC De Zeven Zele  tot KFC Eendracht Zele.

## Geschiedenis
De club werd in 1927 opgericht als SK Zele en sloot aan bij de KBVB in hetzelfde jaar, men koos voor groen en rood als clubkleuren. In 1952 werd de naam gewijzigd naar KSK Zele.
De club promoveerde in 1929 naar Tweede Gewestelijke en in 1931 kwam SK Zele voor het eerst in de hoogste provinciale reeks terecht.
Dat bleek sportief nog wat te hoog gegrepen en dus volgende een onmiddellijke degradatie. 
In Tweede Gewestelijke eindigde de club telkens bovenin en in 1936 werd de poort naar de hoogste provinciale reeks opnieuw ingebeukt. Daar zou de club blijven spelen tot de degradatie naar Tweede Provinciale in 1961.
In 1954 strandde de club met een tweede plaats op een zucht van promotie naar de nationale afdelingen, iets waar rivaal KFC Scela Zele twee jaar later wel in slaagde. Terwijl de concurrent vaste voet aan de grond kreeg in Bevordering, bleef SK Zele in Eerste Provinciale hangen. 
In 1961 moest de club zelfs naar Tweede Provinciale, in het derde seizoen in deze afdeling werd KSK Zele kampioen en mocht terug naar de hoogste provinciale reeks, in 1965 en 1966 werd telkens een derde plaats behaald, maar vanaf toen ging het bergaf. Tiende in 1967 en in 1968 zakte rood-groen opnieuw naar Tweede Provinciale. 
De val was nog niet ten einde, want een jaar later volgde nog een degradatie, KSK Zele belandde in Derde Provinciale en zelfs daar kreeg men het moeilijk.
In 1970 besloot men met twee andere Zeelse clubs, KFC Scela Zele en FC De Zeven Zele, te fusioneren en KFC Eendracht Zele te vormen. Men ging verder onder het stamnummer van KSK Zele (1046).